# Rockhampton, Queensland
Rockhampton är en stad i Queensland, Australien, med drygt 62 000 invånare. Staden ligger cirka 640 kilometer norr om Brisbane. Staden ligger vid Fitzroy River, ca 40 kilometer från flodens mynning.

## Historia
Innan den europeiska koloniseringen beboddes området av olika aboriginstammar. De första européerna att utforska området var Ludwig Leichhardt 1844 och Thomas Mitchell 1846. Information från de expeditionerna var det som bröderna Charles och William Archer utgick ifrån när de i jakt efter bördiga betesmarker 1853 startade den första bosättningen i området. 1854 utropade ledningen i kolonin New South Wales området kring dagens Rockhampton till ett nytt distrikt vilket ledde till mer omfattande kolonisering av området.
Floden Fitzroy River gjorde det möjligt att på ett enkelt sätt frakta upp material och förenklade för de nya bosättarna. En mer omfattande bebyggelse uppstod i området precis nedanför en samling klippor i floden vilket i kombination med det gamla engelska ordet för by gav namn till den framväxande staden.
Det bördiga området gjorde att byn växte snabbt och 1858 bildades staden Rockhampton. 1859 gjordes fynd av guld i Canoona strax norr om staden. En stor mängd guldletare sökte sig till området, men det visade sig snart att det inte fanns några större mängder guld i området och många av guldletarna sökte sig söderut igen, men en del stannade kvar och bidrog till tillväxten för staden.
Rockhampton växte nu snabbt och redan 1861 hade staden en tidning, en bank och en domstol. Under den följande perioden utvecklades Rockhampton till att bli den ledande hamnen i centrala Queensland, med ull som den främsta exportvaran. Under 1880- och 1890-talen byggdes nya hamnar utanför Rockhamton vid flodmynningen för Fitzroy River, en norr om och en söder om flodmynningen. Även en järnväg byggdes i området från staden till de nya hamnarna vid den här tiden.
På 1880-talet gjordes omfattande guldfynd vid Mount Morgan strax sydväst om Rockhampton som därmed kom att bli den främsta utskeppningshamnen. Tack vare de omfattande rikedomar som utvanns i Mount Morgan klarade sig Rockhampton bra under de ekonomiska krisåren på 1890-talet och under denna period byggdes många av de tegel- och stenbyggnader som finns kvar än idag i de centrala delarna av staden.
1902 bildades den administrativa staden Rockhampton. 1903 färdigställdes järnvägslinjen till Brisbane och 1921 blev järnvägslinjen norrut till Mackay färdigställd. En järnvägslinje västerut från Rockhampton öppnades redan 1867 och redan 1892 hade den nått Longreach 700 kilometer bort. Detta förstärkte ytterligare Rockhamptons plats som huvudhamnen för centrala Queensland. 1909 byggdes en ångspårväg i staden och som mest bestod den av 10 kilometer spår. Då de ångdrivna spårvagnarna kom att upplevas som obekväma i det tropiska klimatet lades spårvägarna ner 1939 och ersattes med busslinjer.
Under andra världskriget etablerades en amerikansk armébas utanför staden för upp till 70 000 man på väg till krigsskådeplatserna i Stilla havet och Nya Guinea.
1971 byggdes en damm över Fitzroy River för att reglera vattenflödet i floden.

## Geografi
Rockhampton ligger precis norr om Stenbockens vändkrets och inne i staden finns en staty som markerar latituden. Staden ligger i en dalgång vid floden Fitzroy River, ungefär 40 kilometer uppströms. Öster om staden ligger bergskedjan Berserker Range och väst om staden ligger bergskedjan Athelstane Range. I Berserker Range ligger Mount Archer vid vars fot Rockhampton ligger. Kuststräckan som ligger öster om staden heter Capricorn Coast och är ett populärt turistområde med den snabbt växande staden Yeppoon som huvudort. Utanför kusten ligger Great Keppel Island.

### Klimat
Rockhampton har ett fuktigt subtropiskt klimat (klassificering Cfa/Cwa enligt Köppens klimatklassifikation. Staden ligger i områden som drabbas av cykloner. Fitzroy River har en omfattande historia av översvämningar, de senaste omfattande översvämningarna var de som drabbade området december 2010 och januari 2011.
|                                            | Jan | Feb | Mar | Apr | Maj | Jun | Jul | Aug | Sep | Okt | Nov | Dec |
| ------------------------------------------ | --- | --- | --- | --- | --- | --- | --- | --- | --- | --- | --- | --- |
| Normaldygnets maximitemperaturs medelvärde | 32  | 31  | 31  | 29  | 26  | 24  | 23  | 25  | 27  | 30  | 31  | 32  |
| Normaldygnets minimitemperaturs medelvärde | 22  | 22  | 21  | 18  | 14  | 11  | 10  | 11  | 14  | 17  | 20  | 21  |
|                                            |     |     |     |     |     |     |     |     |     |     |     |     |
| Nederbörd                                  | 127 | 144 | 99  | 44  | 47  | 38  | 29  | 29  | 24  | 50  | 70  | 109 |

| Diagram | temperaturer i °C • månadsnederbörd i mm | temperaturer i °C • månadsnederbörd i mm | temperaturer i °C • månadsnederbörd i mm | temperaturer i °C • månadsnederbörd i mm | temperaturer i °C • månadsnederbörd i mm | temperaturer i °C • månadsnederbörd i mm | temperaturer i °C • månadsnederbörd i mm | temperaturer i °C • månadsnederbörd i mm | temperaturer i °C • månadsnederbörd i mm | temperaturer i °C • månadsnederbörd i mm | temperaturer i °C • månadsnederbörd i mm | temperaturer i °C • månadsnederbörd i mm |
|         | 127 32 22                                | 144 31 22                                | 99 31 21                                 | 44 29 18                                 | 47 26 14                                 | 38 24 11                                 | 29 23 10                                 | 29 25 11                                 | 24 27 14                                 | 50 30 17                                 | 70 31 20                                 | 109 32 21                                |

## Politik
Första administrativa distriktet i området etablerades 1854 och 1902 fick Rockhampton status som stadsdistrikt. 2008 slogs Rockhampton stad samman med fyra andra administrativa områden i närområdet och bildade Rockhampton Region. Regionen leds av en borgmästare och en styrelse bestående av tio ledamöter vilka sitter i fyraårsperioder. Den nuvarande borgmästaren är Margaret Strelow som vann borgmästarvalet 2012.

## Ekonomi
I området kring Rockhampton utgör fortfarande djurhållningen den dominerande industrin. Två stora slakterier finns i området, dock var den ena stängd under några år då området drabbades av långvarig torka. Rockhampton profilerar sig som Beef Capital of Australia (Australiens biffhuvudstad).
Tågfraktbolaget Aurizon har en betydande mängd personal i staden då den utgör en knutpunkt för frakten av kol från gruvorna väster om staden och ner till hamnen i Gladstone.
Turismen är en växande näring i staden. Staden ligger på ett bekvämt avstånd från Brisbane och blir ofta ett naturligt stopp för övernattning för turister. Staden ligger bara 30 minuter ifrån Capricorn Coast som är ett populärt turistområde.
Norr om staden ligger Shoalwater Bay som är ett militärt övningsområde där de australiensiska försvarsstyrkorna genomför större militära övningar.

## Turistmål
I Rockhampton finn två botaniska trädgårdar, ett konstgalleri, ett kulturcenter, en djurpark och ett spårvagnsmuseum. Från de nordöstra delarna av staden sträcker sig Mount Archer upp till 604 meter över havet och där finns en utsiktsplats över staden. Hela området kring berget är en nationalpark.

## Utbildning och hälsa
Rockhampton har ett flertal grundskolor. I staden ligger Central Queensland University.
Rockhampton Hospital är regionens största sjukhus. I staden finns även två mindre privata sjukhus.

## Transport
Rockhampton är en betydande transportknut som förbinder de inre delarna av Queensland med kusten, samt de norra delarna av kusten med de södra. Huvudvägen utmed kusten, Bruce Highway, går genom staden och knyts samman med Capricorn Highway, som går från Rockhampton och 580 kilometer västerut till Barcaldine och även Burnett Highway som först går åt sydväst och sedan rakt söderut genom Queensland ner till gränsen till New South Wales. Flera långfärdsbusslinjer passerar staden.
Andra betydande kommunikationer är Rockhampton Airport som är den mest betydande flygplatsen i centrala Queensland. Även tåglinjer passerar genom Rockhampton. Söderut till Brisbane är spåren elektrifierade, medan det norrut enbart finns dieseldrivna linjer.

## Vänorter
- Ibusuki, Japan